# Верхний Вилюйкан
Ве́рхний Вилю́йкан — река в Эвенкийском районе Красноярского края (Россия), левый приток Вилюя. Длина реки составляет 271 км, площадь водосборного бассейна — 4900 км². 
Исток реки находится на востоке Эвенкийского района Красноярского края, на Вилюйском плато на высоте более 600 м над уровнем моря. Течёт преимущественно в южном направлении по холмистой лесотундре с преобладанием ягеля и лиственницы, на берегах широко распространён термокарст. Русло часто заболочено. В нижнем течении в долине реки большое количество некрупных озёр. Впадает в Вилюй в 2406 км от его устья по левому берегу ниже впадения реки Паспорин, в 9 км к востоку от посёлка Эконда, на высоте 365 м над уровнем моря. Ширина в нижнем течении — 85 м при глубине 1,5 м, скорость течения в низовьях — 0,6 м/с. 
Населённых пунктов на реке нет. Ледостав длится с середины октября до конца мая — начала июня.

## Основные притоки
Указаны поименованные притоки длиной 30 км и более
| Название      | Расстояние от устья | Длина | Положение |
| ------------- | ------------------- | ----- | --------- |
| Сенгачангда   | 38                  | 91    | левый     |
| Конгноко      | 90                  | 31    | правый    |
| Экочангда     | 100                 | 42    | правый    |
| Майгунгда-Хон | 165                 | 67    | левый     |
| Олба          | 171                 | 41    | правый    |
| Нгопчу        | 236                 | 34    | левый     |

## Данные водного реестра
По данным государственного водного реестра России и геоинформационной системы водохозяйственного районирования территории РФ, подготовленной Федеральным агентством водных ресурсов:
- Бассейновый округ — Ленский
- Речной бассейн — Лена
- Речной подбассейн — Вилюй
- Водохозяйственный участок — Вилюй от истока до водомерного поста Усть-Амбардах
- Код водного объекта — 18030800112117400004067